# Молома (село)
Моло́ма (рос. Молома) — село у складі Опарінського району Кіровської області, Росія. Входить до складу Опарінського міського поселення.
Населення становить 288 осіб (2010, 389 у 2002).
Національний склад станом на 2002 рік — росіяни 86 %.